# Ewald Weibel

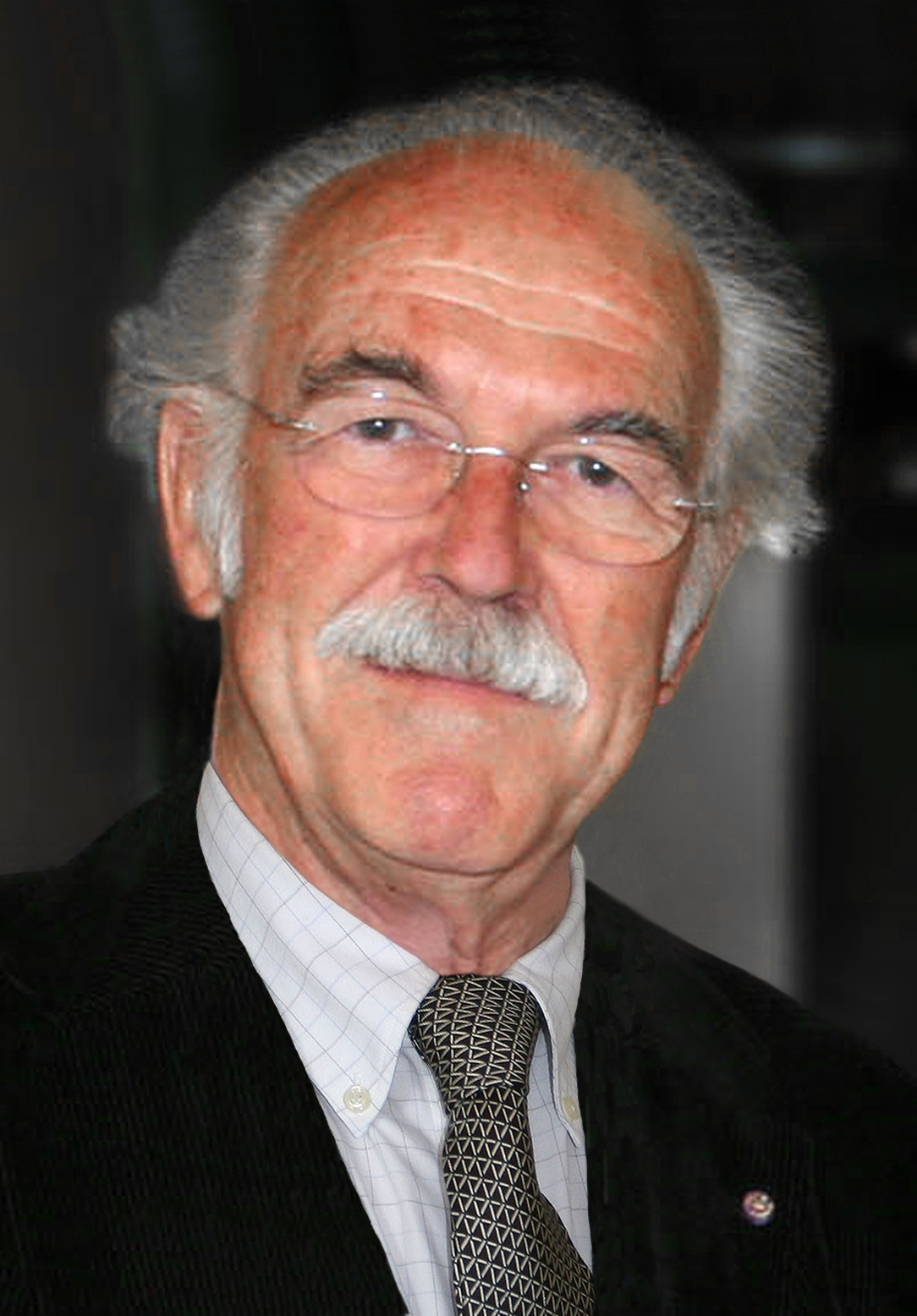
Ewald Weibel (2006)

Ewald Rudolf Weibel (* 5. März 1929 in Buchs; † 19. Februar 2019) war ein Schweizer Anatom. Er hat mit der Entwicklung morphometrischer Methoden das quantitative Studium der strukturellen Grundlagen der Physiologie am Beispiel der Lungenfunktion und der Zellbiologie mitbegründet und im Rahmen von vergleichend-physiologischen Studien am Atmungssystem von der Lunge bis zu den Mitochondrien angewendet. Er hat 1962 mit George Emil Palade die spezifische Organelle der Blutgefäßendothelzellen entdeckt, die heute „Weibel-Palade Body“ genannt wird. Ewald Weibel war Autor von mehr als 350 wissenschaftlichen Publikationen und mehreren Büchern.

## Leben und Werk
Nach dem Studium der Medizin an der Universität Zürich (Staatsexamen 1955, Dr. med. 1956) folgte ein mehrjähriger Studienaufenthalt in den USA an der Yale University in New Haven, sowie an der Columbia University und am Rockefeller Institute in New York, zuletzt als Career Investigator des Health Research Councils der City of New York. 1963 kehrte er als Assistenzprofessor an das Anatomische Institut der Universität Zürich zurück und folgte 1966 der Berufung als ordentlicher Professor und Direktor des Anatomischen Instituts an die Universität Bern, bis zu seiner Emeritierung 1994. Er war Rektor der Universität Bern von 1984 bis 1985. Von 1979 bis 1996 war er Visiting Agassiz Professor und Associate in the Museum of Comparative Zoology der Harvard University. Nach seiner Emeritierung war er bis 2000 Vizepräsident und Sekretär der Fondation Maurice E. Müller für Orthopädische Chirurgie. Er war Gründungspräsident der Union Schweizerischer Gesellschaften für Experimentelle Biologie (1969–1972), Präsident der Schweizerischen Akademie der Medizinischen Wissenschaften (1996–2000) und Präsident der International Union of Physiological Sciences (1997–2001).
Sein wissenschaftliches Werk betraf vier Hauptbereiche: die Morphometrie der menschlichen Lunge als strukturelle Grundlage der Gasaustausch-Funktion; die Entwicklung morphometrischer und stereologischer Verfahren; die Anwendung dieser Methoden in der Zellbiologie zur Bemessung des Membransystems der Leberzelle und der Mitochondrien in der Muskulatur; integrative Studien in der vergleichenden Physiologie, insbesondere zur Frage der optimalen strukturellen Grundlage der organismischen Funktionen des Atmungssystems von der Lunge bis zu den Muskelzellen und ihren Mitochondrien aufgrund der Hypothese der Symmorphosis. Die Entdeckung der Weibel-Palade Bodies 1962 war eine Zufallsbeobachtung.
Ewald Weibel war mit der Violinistin und Musikologin Verena Weibel-Trachsler verheiratet.

## Auszeichnungen und Preise (Auswahl)
- 1974: Marcel-Benoist-Preis
- 1979: Honorary Fellow of the Royal Microscopical Society
- 1979: Felix Fleischner Medal
- 1981: Foreign Associate of the U.S. National Academy of Sciences
- 1982: College Medalist, American College of Chest Physicians
- 1985: Fellow American Association for the Advancement of Science
- 1987: Anders Retzius Gold Medal, Karolinska Institutet, Stockholm
- 1987: Mitglied der Königlichen Gesellschaft der Wissenschaften in Uppsala
- 1988: H.R. Schinz Medaille
- 1988: Honorary Degree of Doctor of Science, University of Edinburgh
- 1988: Mitglied der Polnischen Akademie der Wissenschaften
- 1989: Mitglied der Deutschen Akademie der Naturforscher Leopoldina[5]
- 1992: Einzelmitglied der Schweizerischen Akademie der Medizinischen Wissenschaften
- 1993: Jan Evangelista Purkinje Gold Medaille, Prag
- 1998: Mitglied der Academia Europaea
- 1999: Ehrendoktor der Medizin, Universität Genf
- 1999: Honorary Foreign Member, American Academy of Arts and Sciences
- 2000: Ehrenmitglied der Schweizerischen Akademie der Naturwissenschaften
- 2004: Ehrenmitglied der Schweizerischen Akademie der Medizinischen Wissenschaften
- 2005: Prix La Recherche mit B. Sapoval & M. Filoche, Paris
- 2007: Educational Award, European Respiratory Society

## Schriften (Auswahl)
Weibel war Autor von über 350 wissenschaftlichen Publikationen und mehreren Büchern:
- E. R. Weibel, G. E. Palade: New Cytoplasmic Components In Arterial Endothelia. In: Journal of Cell Biology. Band 23, Oktober 1964, S. 101–112, ISSN 0021-9525. PMID 14228505. PMC 2106503 (freier Volltext).
- Morphometry of the Human Lung. Springer Verlag and Academic Press, Berlin, New York 1963.
- Stereological Methods. Vol. I: Practical Methods for Biological Morphometry. Vol. 2: Theoretical Foundations. Academic Press, London-New York-Toronto 1979/80.
- The Pathway for Oxygen. Structure and Function in the Mammalian Respiratory System. Harvard Univ. Press: Cambridge MA 1984.
- Symmorphosis: On Form and Function in Shaping Life. The John M. Prather Lectures. Harvard Univ. Press: Cambridge MA 2000.